# Tinea capitis
Tinea capitis ou tinha da cabeça, Tinea tonsurans ou Querión de Celso é uma infecção fúngica cutânea dos cabelos/pelos da cabeça causada pelos dermatófitos: Trichophyton, Microsporum ou Favus. É mais frequente em crianças, mais comum em meninos entre 3 e 7 anos, e rara em adultos.
Em adultos os mesmos fungos causam tinea barbae ou tinha da barba.

## Tipos
- Endothrix: Os artroconídios crescem dentro do talo do pêlo/cabelo sem destruir a cutícula. Causado por Microsporum canis, Microsporum gypseum, Trichophyton equinum ou Trichophyton verrucosum.
- Ectothrix: produzem uma bainha externa de conídio. Causado pelos fungos antropofílicos Trichophyton tonsurans e Trichophyton violaceum.

## Causa
No Brasil quase sempre é causado por Microsporum canis ou por Trichophyton tonsurans e é contagiosa, causando surtos em escolas primárias. Pode ser transmitida por objetos como pentes e toalhas (fômites) que entraram em contato com cabelo/pelo infectado ou por contato direto. Alguns tipos também pode ser transmitido por animais, por exemplo Trichophyton violaceum é transmitido por vacas infectadas.

## Sintomas
Os sintomas mais comuns são:
- Perda de cabelo localizada
- Couro cabeludo avermelhado e inflamada
- Coceira

Pode haver pus e causar febre baixa.

## Tratamento
O tratamento mais usado são comprimidos de griseofulvina 10 a 20mg/kg/dia para crianças por 6 a 8 semanas. Também se pode usar comprimidos de terbinafina, itraconazol ou fluconazol por um mês. Não se recomenda o uso de pomadas antifúngicas, pois os comprimidos são mais eficientes. 

## História
Era um problema comum na Europa até o século XIX e foi levada pelos Europeus para todo o mundo. Com a melhora da higiene no mundo e com a popularização de medicamentos antifúngicos a prevalência durante a vida caiu de 14% a 17% para 3 a 7%.